# Tomba Francesca Giustiniani

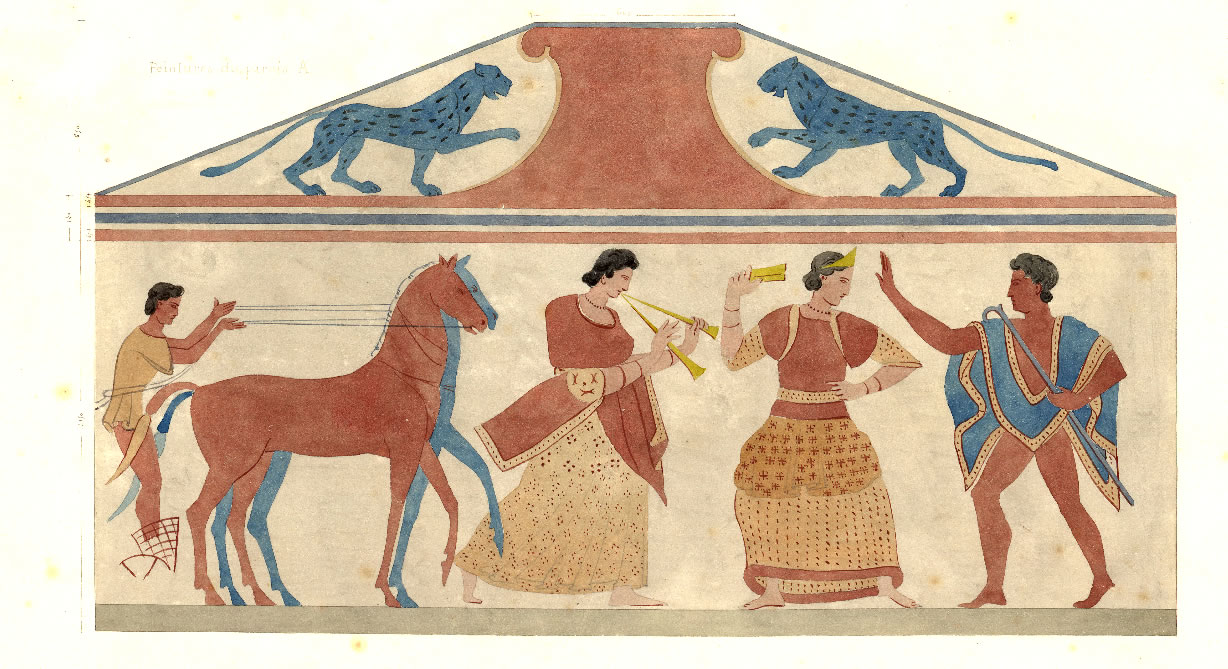
Die Rückwand der Grabkammer

Die Tomba Francesca Giustiniani („Francesca Giustiniani Grab“), auch Tomba Giustiniani („Giustiniani Grab“), ist ein ausgemaltes etruskisches Grab, das im Jahr 1833 entdeckt wurde. Das Grab befindet sich in der Monterozzi-Nekropole bei Tarquinia und datiert um 450 v. Chr.
Das Grab ist nach einer Adligen benannt. Es besteht aus einem Raum mt einer Bank an der linken Wand. Die Rückwand des Grabes zeigt vier große Figuren: zwei Tänzer, einen Musikanten und einen Wagenlenken mit einem Streitwagen. Im Giebel befinden sich zwei blaue Panther. Auf der rechten Wand befinden sich Athleten, auf der linken Wand sieht man wiederum tanzende Personen.